# Лагоса
Лагоса (суахили и англ. Lagossa) — небольшой город на западе Танзании, на территории области Кигома.

## Географическое положение
Город находится в юго-западной части области, на берегу озера Танганьика, вблизи места впадения в него одноимённой реки, на высоте 765 метров над уровнем моря.
Лагоса расположена на расстоянии приблизительно 115 километров к юго-юго-востоку (SSE) от города Кигома, административного центра провинции и на расстоянии приблизительно 1033 километров к западу-северо-западу (WNW) от столицы страны Дар-эс-Салама.

## Транспорт
Ближайший аэропорт расположен в конголезском городе Калемие.